# Libytheinae
Sous-famille
Les Libytheinae sont une sous-famille de lépidoptères (papillons) de la famille des Nymphalidae.
Elle comporte une quinzaine d'espèces, réparties dans deux genres, :
- Libythea Fabricius, 1807
- Libytheana Michener, 1943